# Berlin Botanischer Garten
Berlin Botanischer Garten (niem. Bahnhof Berlin Botanischer Garten) – przystanek kolejowy w Berlinie, w Niemczech, w dzielnicy Lichterfelde. Znajduje się na 8,2 km Wannseebahn obok Berlińskiego Ogrodu Botanicznego.
Obsługuje lokalny ruch pasażerski S-Bahn linii S1.
Według DB Station&Service ma kategorię 4.

## Połączenia
| Linia | Trasa |
| ----- | --- |
| S1    | Oranienburg – Lehnitz – Borgsdorf – Birkenwerder – Hohen Neuendorf – Frohnau – Hermsdorf – Waidmannslust – Wittenau (Wilhelmsruher Damm) – Wilhelmsruh – Schönholz – Wollankstraße – Bornholmer Straße – Gesundbrunnen – Humboldthain – Nordbahnhof – Oranienburger Straße – Friedrichstraße – Brandenburger Tor – Potsdamer Platz – Anhalter Bahnhof – Yorckstraße (Großgörschenstraße) – Julius-Leber-Brücke – Schöneberg – Friedenau – Feuerbachstraße – Rathaus Steglitz – Botanischer Garten – Lichterfelde West – Sundgauer Straße – Zehlendorf – Mexikoplatz – Schlachtensee – Nikolassee – Wannsee |

## Linie kolejowe
- Linia Wannseebahn